# 빅토리아 포잇
빅토리아 포잇(Victoria Foyt, 1958년 1월 1일 ~ )은 미국의 배우, 소설가, 각본가, 영화배우이다.

## 영화
- 고잉 쇼핑 (2005년) - 홀리 역
- 라스트 썸머 인 더 햄튼 (1995년) - 우나 하트 역